# Elisabeth Moss
Elisabeth Singleton Moss (Los Angeles, 24 luglio 1982) è un'attrice, regista e produttrice cinematografica statunitense con cittadinanza britannica.
È salita alla ribalta con il ruolo di Peggy Olson nell'acclamata serie televisiva Mad Men, che le è valso una candidatura ai Golden Globe, due agli Emmy Awards e la vittoria di uno Screen Actors Guild Award. Nel 2014 si aggiudica il Golden Globe per la miglior attrice in una mini-serie o film per la televisione per Top of the Lake - Il mistero del lago di Jane Campion, mentre tra il 2017 e il 2018 viene premiata con un Emmy Award e con il secondo Golden Globe per il suo ruolo da protagonista nella serie drammatica The Handmaid's Tale.

## Biografia

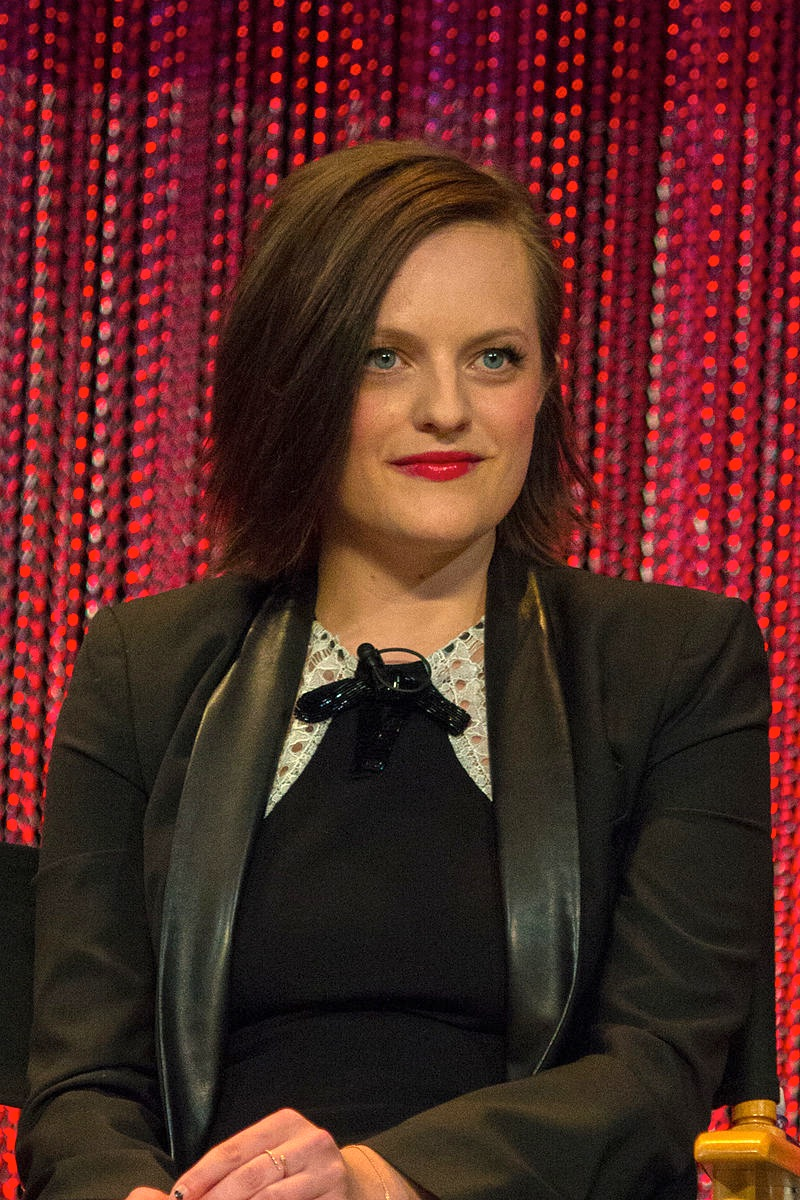
Elisabeth Moss al Paley Fest per la presentazione di Mad Men nel 2014

Figlia di Ron Moss, proprietario e manager di una casa discografica, e di una musicista. Inizia la sua carriera come attrice nel 1990 con una comparsa nel film Bar Girls. Tra il 1992 e 1995 compare in sette puntate della serie televisiva La famiglia Brock, nel ruolo di Cynthia Parks. Nel 1993 mette a disposizione la sua voce per il film d'animazione C'era una volta nella foresta. Nello stesso anno compare anche nel remake televisivo Gypsy: A Musical Fable, interpretato da Bette Midler. Nel 1995 prende parte al cast del remake Incredibile viaggio verso l'ignoto, della Disney.
Sempre nel 1995 compare nel bio-pic Love Can Build a Bridge, nella parte della giovane Ashley Judd, film che tratta della vita e della carriera del duo The Judds. Tra il 1999 e il 2006 interpreta Zoey Bartlet in 25 puntate di West Wing. Nel 1999 ottiene un ruolo secondario, come paziente di un ospedale psichiatrico, nel film Ragazze interrotte, al fianco di Winona Ryder e Angelina Jolie. Nello stesso anno interpreta il ruolo del personaggio minore Katie Brockett, ragazza affetta da sindrome da acquisto compulsivo, nel film Mumford, al fianco di Loren Dean
Nel 2004 partecipa a Heart of America e ad altri tre film prima di interpretare un ruolo nel film Virgin, per il quale riceve una candidatura agli  Independent Spirit Awards dello stesso anno, premio poi vinto da Charlize Theron. Nello stesso periodo fa parte del cast della serie fantascientifica Invasion. Assieme a Elijah Wood e Chris Klein, partecipa al film Day Zero e compare nell'episodio dell'11 giugno 2007 Lo sbaglio che preferisco della terza stagione della serie televisiva Grey's Anatomy, in cui impersona Nina Rogerson, figlia di un paziente. Dal luglio 2007 interpreta Peggy Olson nella serie televisiva statunitense Mad Men. Il ruolo le vale nel 2009 una candidatura agli Emmy Award come miglior attrice protagonista in una serie drammatica..
Nel 2008 prende parte al film horror The Attic diretto da Mary Lambert, al fianco di Jason Lewis, Tom Malloy, Catherine Mary Stewart e John Savage. Nello stesso periodo compare anche nel film Che fine hanno fatto i Morgan?, nel ruolo dell'assistente di Sarah Jessica Parker e al fianco di Hugh Grant. Nel 2012 è protagonista della serie televisiva di genere thriller australiana Top of the Lake, ideata da Jane Campion. Nel 2017 riceve il plauso universale per l'interpretazione di June Osborne/Difred nella pluripremiata serie televisiva The Handmaid's Tale, per la quale riceve un Emmy Award e il suo secondo Golden Globe.
Nel 2017 recita in The Square, film acclamato dalla critica e vincitore della Palma d'oro a Cannes, oltre che candidato all'Oscar come miglior film.

## Vita privata
Dal 2009 al 2010 è stata sposata con la star del Saturday Night Live, Fred Armisen.. È affiliata di Scientology.

## Filmografia

### Attrice

#### Cinema
- Cose dell'altro mondo (Suburban Commando), regia di Burt Kennedy (1991)
- Crimini immaginari (Imaginary Crimes), regia di Anthony Drazan (1994)
- Vite separate (Separate Lives), regia di David Madden (1995)
- Una cena quasi perfetta (The Last Supper), regia di Stacy Title (1995)
- Segreti (A Thousand Acres), regia di Jocelyn Moorhouse (1997)
- Angelmaker, regia di Zev Berman - cortometraggio (1998)
- The Joyriders, regia di Bradley Battersby (1999)
- Mumford, regia di Lawrence Kasdan (1999)
- La mia adorabile nemica (Anywhere but Here), regia di Wayne Wang (1999)
- Ragazze interrotte (Girl, Interrupted), regia di James Mangold (1999)
- West of Here, regia di Peter Masterson (2002)
- Heart of America, regia di Uwe Boll (2002)
- Temptation, regia di Kim Caviness (2003)
- Virgin, regia di Deborah Kampmeier (2003)
- The Missing, regia di Ron Howard (2003)
- Bittersweet Place, regia di Alexandra Brodsky (2005)
- They Never Found Her, regia di Claude Kerven - cortometraggio (2007)
- Day Zero, regia di Bryan Gunnar Cole (2007)
- Honored, regia di Stephanie Fischette - cortometraggio (2007)
- The Attic, regia di Mary Lambert (2008)
- El Camino, regia di Erik S. Weigel (2008)
- New Orleans, Mon Amour, regia di Michael Almereyda (2008)
- Che fine hanno fatto i Morgan? (Did You Hear About the Morgans?), regia di Marc Lawrence (2009)
- In viaggio con una rock star (Get Him to the Greek), regia di Nicholas Stoller (2010)
- A Buddy Story, regia di Marc Erlbaum (2010)
- The Pack, regia di Alyssa Rallo Bennett (2011)
- Darling Companion, regia di Lawrence Kasdan (2012)
- On the Road, regia di Walter Salles (2012)
- Listen Up Philip, regia di Alex Ross Perry (2014)
- The One I Love, regia di Charlie McDowell (2014)
- Couples Therapy, regia di Danny Jelinek (2014)
- Queen of Earth, regia di Alex Ross Perry (2015)
- Meadowland - Scomparso (Meadowland), regia di Reed Morano (2015)
- Truth - Il prezzo della verità (Truth), regia di James Vanderbilt (2015)
- High-Rise - La rivolta (High-Rise), regia di Ben Wheatley (2015)
- Nel mondo libero (The Free World), regia di Jason Lew (2016)
- The Bleeder - La storia del vero Rocky Balboa (The Bleeder), regia di Philippe Falardeau (2016)
- Mad to Be Normal, regia di Robert Mullan (2017)
- Tokyo Project, regia di Richard Shepard - cortometraggio (2017)
- The Square, regia di Ruben Östlund (2017)
- Il gabbiano (The Seagull), regia di Michael Mayer (2018)
- Old Man & the Gun (The Old Man & the Gun), regia di David Lowery (2018)
- Her Smell, regia di Alex Ross Perry (2018)
- Light of My Life, regia di Casey Affleck (2019)
- Noi (Us), regia di Jordan Peele (2019)
- Le regine del crimine (The Kitchen), regia di Andrea Berloff (2019)
- Shirley, regia di Josephine Decker (2020)
- L'uomo invisibile (The Invisible Man), regia di Leigh Whannell (2020)
- The French Dispatch of the Liberty, Kansas Evening Sun, regia di Wes Anderson (2021)
- Chi segna vince (Next Goal Wins), regia di Taika Waititi (2023)

#### Televisione
- Bd Girls, regia di Eric Laneuville - film TV (1990)
- Lucky/Chances, regia di Buzz Kulik - miniserie TV, episodi 1x01-1x02-1x03 (1990)
- Donne dentro - Storie dal carcere (Prison Stories: Women on the Inside), regia di Donna Deitch, Joan Micklin Silver e Penelope Spheeris - film TV (1991)
- Anything But Love serie TV, episodio 4x03 (1991)
- Midnight's Child, regia di Colin Bucksey - film TV (1992)
- La famiglia Brock (Picket Fences) - serie TV, 7 episodi (1992-1995)
- Johnny Bago - serie TV, episodio 1x02 (1993)
- Gypsy - film TV, regia di Emile Ardolino (1993)
- La montagna della strega (Escape to Witch Mountain), regia di Peter Rader - film TV (1995)
- Naomi & Wynonna: Love Can Build a Bridge, regia di Bobby Roth - film TV (1995)
- Destino fatale (Earthly Possessions), regia di James Lapine - film TV (1999)
- West Wing - Tutti gli uomini del Presidente (West Wing) - serie TV, 25 episodi (1999-2006)
- Spirit, regia di Michael Slovis - film TV (2001)
- The Practice - Professione avvocati (The Practice) - serie TV, episodio 8x07 (2003)
- Law & Order - Il verdetto (Law & Order: Trial by Jury) - serie TV, episodio 1x05 (2005)
- Invasion - serie TV, 5 episodi (2005-2006)
- Law & Order: Criminal Intent - serie TV, episodio 5x22 (2006)
- Grey's Anatomy - serie TV, episodio 3x19 (2007)
- Medium - serie TV, episodio 3x19 (2007)
- Ghost Whisperer - Presenze (Ghost Whisperer) - serie TV, episodio 3x07 (2007)
- Mad Men - serie TV, 92 episodi (2007-2015)
- Fear Itself - serie TV , episodio 1x05 (2008)
- Saturday Night Live - serie TV, episodio 34x06 (2008) - Peggy Olson
- Mercy - serie TV, episodio 1x06 (2009)
- Razorback & Paisley - miniserie TV, episodi 1x05-1x10 (2012)
- Top of the Lake - Il mistero del lago (Top of the Lake) - serie TV, 13 episodi (2013-2017)
- The Handmaid's Tale - serie TV, 66 episodi (2017-2025)
- Shining Girls - serie TV, 8 episodi (2022)
- The Veil – miniserie TV, 6 puntate (2024)

#### Videoclip
- Max Richter On the Nature of Daylight, regia di George Belfield (2018)
- Brandi Carlile Party of One, regia di Bérénice Eveno (2018)

### Cinema
- Recycle Rex, regia di Howard E. Baker - cortometraggio (1993)
- C'era una volta nella foresta (Once Upon a Forest), regia di Charles Grosvenor (1993)
- Lanterna Verde - I cavalieri di smeraldo (Green Lantern: Emerald Knights), regia di Christopher Berkeley, Lauren Montgomery e Jay Oliva - direct-to-video (2011) - Arisia Rrab

#### Televisione
- Frosty Returns, regia di Evert Brown e Bill Melendez - film TV (1992)
- It's Spring Training, Charlie Brown!, regia di Sam Jaimes (1992)
- Batman (Batman: The Animated Series) - serie animata, episodio 1x56 (1993)
- Animaniacs - serie animata, episodio 1x31 (1993)
- Freakazoid! - serie animata, episodio 1x02 (1995)
- I Simpson (The Simpsons) - serie animata, episodio 25x05 (2013)

### Produttrice

#### Cinema
- Queen of Earth, regia di Alex Ross Perry (2015)
- Ballet Now, regia di Steven Cantor (2018)
- Her Smell, regia di Alex Ross Perry (2018)
- Light from Light, regia di Paul Harrill (2019)
- Shirley, regia di Josephine Decker (2020)
- Hive, regia di Blerta Basholli (2021)

#### Televisione
- Shining Girls - serie TV, 8 episodi (2022)
- The Handmaid's Tale - serie TV, 46 episodi (2017-2022)

#### Videoclip
- Max Richter On the Nature of Daylight, regia di George Belfield (2018)

### Regista

#### Televisione
- Shining Girls - serie TV, episodi 1x05-1x07 (2022)
- The Handmaid's Tale - serie TV, 10 episodi (2021-2022, 2025)

## Teatro parziale
- Franny's Way, scritto e diretto di Richard Nelson. Linda Gross Theatre di New York (2002)
- Speed-the-Plow, di David Mamet, regia di Neil Pepe. Ethel Barrymore Theatre di New York (2008)
- La calunnia, di Lillian Hellman, regia di Ian Rickson. Harold Pinter Theatre di Londra (2011)
- The Heidi Chronicles, regia di Pam MacKinnon. Music Box Theatre di New York (2015)

## Discografia

### Audiolibri
- 2019 - Margaret Atwood The Handmaid's Tale

### Partecipazioni
- 1993 - Bette Midler Gypsy - Original Soundtrack Recording, nei brani May We Entertain You e Baby June and Her Newsboys
- 2019 - AA.VV. Her Smell (Original Motion Picture Soundtrack), nei brani Breathe, Pulled Down e Control
- 2019 - AA.VV. Her Smell Mixtape, nei brani Breathe, Pulled Down e Control

## Riconoscimenti
- Golden Globe
  - 2010 – Candidatura alla miglior attrice in una serie drammatica per Mad Men
  - 2014 – Miglior attrice in una serie mini-serie o film per la televisione per Top of the Lake - Il mistero del lago
  - 2018 – Miglior attrice in una serie drammatica per The Handmaid's Tale
  - 2019 – Candidatura alla miglior attrice in una serie drammatica per The Handmaid's Tale
  - 2022 – Candidatura alla miglior attrice in una serie drammatica per The Handmaid's Tale
- Premio Emmy
  - 2009 – Candidatura alla miglior attrice protagonista in una serie drammatica per Mad Men
  - 2010 – Candidatura alla miglior attrice non protagonista in una serie drammatica per Mad Men
  - 2011 – Candidatura alla miglior attrice protagonista in una serie drammatica per Mad Men
  - 2012 – Candidatura alla miglior attrice protagonista in una serie drammatica per Mad Men
  - 2013 – Candidatura alla miglior attrice protagonista in una serie drammatica per Mad Men
  - 2013 – Candidatura alla miglior attrice protagonista in una miniserie o film per Top of the Lake – Il mistero del lago
  - 2015 – Candidatura alla miglior attrice protagonista in una serie drammatica per Mad Men
  - 2017 – Miglior attrice protagonista in una serie drammatica per The Handmaid's Tale
  - 2018 – Candidatura alla miglior attrice protagonista in una serie drammatica per The Handmaid's Tale
  - 2021 – Candidatura alla miglior attrice protagonista in una serie drammatica per The Handmaid's Tale
  - 2023 – Candidatura alla migliore attrice in una serie drammatica per The Handmaid's Tale
- Screen Actors Guild Award
  - 2008 – Candidatura al miglior cast in una serie drammatica per Mad Men
  - 2009 – Miglior cast in una serie drammatica per Mad Men
  - 2009 – Candidatura alla miglior attrice in una serie drammatica per Mad Men
  - 2010 – Miglior cast in una serie drammatica per Mad Men
  - 2011 – Candidatura al miglior cast in una serie drammatica per Mad Men
  - 2011 – Candidatura alla miglior attrice in una serie drammatica per Mad Men
  - 2013 – Candidatura al miglior cast in una serie drammatica per Mad Men
  - 2014 – Candidatura alla miglior attrice in una miniserie o film per la televisione per Top of the Lake – Il mistero del lago
  - 2016 – Candidatura al miglior cast in una serie drammatica per Mad Men
  - 2018 – Candidatura al miglior cast in una serie drammatica per The Handmaid's Tale
  - 2018 – Candidatura alla miglior attrice in una serie drammatica per The Handmaid's Tale
  - 2019 – Candidatura al miglior cast in una serie drammatica per The Handmaid's Tale
  - 2019 – Candidatura alla miglior attrice in una serie drammatica per The Handmaid's Tale
  - 2020 – Candidatura al miglior cast in una serie drammatica per The Handmaid's Tale
  - 2020 – Candidatura alla miglior attrice in una serie drammatica per The Handmaid's Tale
  - 2022 – Candidatura alla miglior attrice in una serie drammatica per The Handmaid’s Tale
- Tony Award
  - 2015 – Candidatura alla miglior attrice protagonista in un'opera teatrale per The Heidi Chronicles

## Doppiatrici italiane
Nelle versioni in italiano dei suoi lavori, Elisabeth Moss è stata doppiata da:
- Emanuela Damasio in Invasion, Mad Men, Che fine hanno fatto i Morgan?, In viaggio con una rock star, Nel mondo libero, L'uomo invisibile, Chi segna vince
- Alessia Amendola in Grey's Anatomy, Le regine del crimine
- Domitilla D'Amico in Ghost Whisperer - Presenze, Top of the Lake - Il mistero del lago
- Daniela Calò in On the Road, Truth - Il prezzo della verità
- Rachele Paolelli in Darling Companion, Noi
- Sarah Nicolucci in The French Dispatch of the Liberty, Kansas Evening Sun
- Selvaggia Quattrini in West Wing - Tutti gli uomini del Presidente
- Giovanna Martinuzzi in The Missing
- Carolina Zaccarini in Ragazze interrotte
- Paola Majano in Law & Order: Il verdetto
- Germana Longo in High-Rise - La rivolta
- Ludovica De Caro in The Handmaid's Tale
- Francesca Fiorentini in The Square
- Valentina Mari in Old Man & the Gun
- Laura Amadei ne Il gabbiano
- Gaia Bolognesi in Light of My Life
- Myriam Catania in The Veil